# Contea di Lueyang
La contea di Lueyang (略阳县S, Lüèyáng XiànP) è una contea della Cina, situata nella provincia dello Shaanxi e amministrata dalla prefettura di Hanzhong.